# Підбавки (ботанічний заказник)
Пі́дбавки — ботанічний заказник місцевого значення в Україні. Об'єкт природно-заповідного фонду Івано-Франківської області. 
Розташований у межах Городенківського району Івано-Франківської області, біля села Ясенів-Пільний. 
Площа 0,12 га. Статус надано згідно з рішенням облвиконкому від 19.06.1988 року. Перебуває у віданні Ясенево-Пільнівської сільської ради. 
Статус надано для збереження осередку лучної рослинності. Зростають рідкісні та зникаючі види, занесені до Червоної книги України,— ковила пірчаста, ковила волосиста, сон чорніючий, ясенець білий та інші. 